# Diopeithes
Diopeithes is een geslacht van vlinders van de familie tandvlinders (Notodontidae), uit de onderfamilie Notodontinae.

## Soorten
- D. barnesi Kiriakoff, 1958
- D. cyamina Kiriakoff, 1958